# Meagan Duhamel
Meagan Duhamel (ur. 8 grudnia 1985 w Greater Sudbury) – kanadyjska łyżwiarka figurowa, startująca w parach sportowych. Mistrzyni olimpijska z Pjongczangu (2018, drużynowo), wicemistrzyni olimpijska z Soczi (2014, drużynowo) i brązowa medalistka olimpijska z Pjongczangu (2018, w parach sportowych), dwukrotna mistrzyni świata (2015, 2016), dwukrotna mistrzyni czterech kontynentów (2013, 2015), multimedalistka finału Grand Prix (zwycięstwo w 2014) oraz siedmiokrotna mistrzyni Kanady (2012–2018).
Po zakończeniu kariery sportowej w 2018 roku została trenerką oraz komentatorką łyżwiarstwa figurowego, a następnie zaczęła prowadzić własny biznes niezwiązany ze sportem.

## Życiorys

### Początki kariery

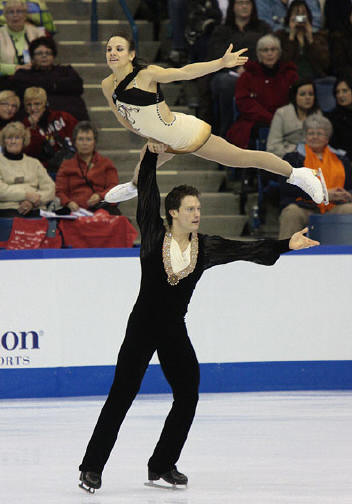
Duhamel i Buntin na mistrzostwach Kanady 2009

Duhamel rozpoczynała karierę łyżwiarską jako solistka, ale w 2004 roku zaczęła równolegle startować w konkurencji par sportowych. Jej pierwszym partnerem był Ryan Arnold z którym występowała w latach 2004–2006, debiutując w seniorskich zawodach Golden Spin of Zagreb i Nebelhorn Trophy, w których kolejno zajęli pierwsze i drugie miejsce. 
W latach 2007–2010 jej partnerem sportowym był Craig Buntin. W trakcie trzech wspólnych sezonów zajmowali miejsca na podium zawodów z cyklu Grand Prix oraz mistrzostw Kanady. Ich największym sukcesem był brązowy medal mistrzostw czterech kontynentów 2010 w Jeonju. W czasie wspólnych występów Buntin wielokrotnie doznawał kontuzji, które uniemożliwiały im występy na niektórych zawodach. Pierwsze problemy zdrowotne miał już w styczniu 2008 roku, kiedy podczas gali po mistrzostwach Kanady doznał kontuzji ramienia. To wykluczyło Duhamel i Buntina ze startu w mistrzostwach czterech kontynentów. Kontuzja odnowiła się podczas już podczas kolejnego startu, w mistrzostwach świata na których zajęli szóste miejsce. Buntin poddał się operacji, która wykluczyła ich ze startu w Skate America 2008, jednak w listopadzie 2008 podczas programu dowolnego na Trophée Eric Bompard Buntin po raz kolejy doznał kontuzji kiedy to Duhamel najechała łyżwą na jego rękę. Para musiała przerwać występ z powodu dużej ilości krwi na lodowisku, ale dali radę dokończyli program po przerwie i zajęli trzecie miejsce w zawodach. Duhamel i Buntin nie zdołali zakwalifikować się na Zimowe Igrzyska Olimpijskie 2010 w Vancouver. W lipcu 2010 roku Craig Buntin zakończył karierę, przez co Duhamel również zaczęła rozważać odejście ze sportu borykając się z własnymi problemami zdrowotnymi: dyskopatią kręgosłupa, dysfunkcją nerwów w nodze, dwoma załamaniami nerowymi. 

### Partnerstwo z Erikiem Radfordem

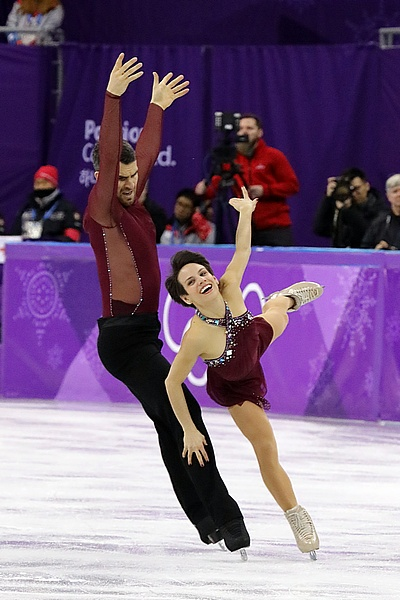
Program dowolny Duhamel i Radforda na igrzyskach olimpijskich 2018

W sezonie 2010/2011 Duhamel zadebiutowała w parze z Erikiem Radfordem. Podczas mistrzostw Kanady zdobyli srebrny medal i kwalifikację na dwie docelowe imprezy sezonu. Na mistrzostwach czterech kontynentów 2011 wywalczyli srebro, zaś na mistrzostwach świata 2011 zajęli siódme miejsce, po tym jak podczas programu dowolnego Duhamel uderzyła Radforda w nos łokciem na początku tańca podczas obrotu w powietrzu. Duhamel proponowała przerwanie tańca po dostrzeżeniu krwi, ale Radford zadecydował, że nie potrzebuje przerwy. W kolejnym sezonie zaczęli regularnie stawać na podium zawodów z cyklu Grand Prix oraz rozpoczęli dominację w zawodach krajowych, która była nieprzerwana przez kolejne następne siedem lat. W 2013 roku zostali mistrzami czterech kontynentów i brązowymi medalistami mistrzostw świata w kanadyjskim London. Kolejny brązowy medal na mistrzostwach świata wywalczyli rok później. W swoim debiucie olimpijskim, na Zimowych Igrzyskach Olimpijskich 2014 zajęli siódme miejsce w konkurencji par sportowych, zaś w zawodach drużynowych zdobyli srebrny medal z reprezentacją Kanady.
W sezonie 2014/2015 Kanadyjczycy byli niepokonani w sześciu zawodach międzynarodowych. Wywalczyli drugi tytuł mistrzów czterech kontynentów, pierwszy tytuł mistrzów świata i zwyciężyli w finale Grand Prix. W sezonie 2015/2016 potwierdzili dominację swoim drugim tytułem mistrzów świata i zwycięstwami w zawodach Grand Prix oraz Challenger Series, ustępując jedynie rosyjskiemu duetowi Ksienija Stołbowa i Fiodor Klimow podczas finału Grand Prix. W sezonie 2016/2017 zwyciężali w zawodach Grand Prix, a w jego finale zdobyli brązowy medal. Podczas mistrzostw czterech kontynentów w 2017 przegrali jedynie z Chińczykami Sui Wenjing i Han Cong. 
Sezon 2017/2018 rozpoczęli od podium na zawodach z cyklu Challenger Series i Grand Prix. Podczas finału Grand Prix w Nagoi zdobyli brązowy medal i byli wymieniani w szerokiej czołówce jako pretendenci do medalu olimpijskiego. Podczas swoich drugich zimowych igrzysk olimpijskich w 2018 w Pjongczangu zaprezentowali się w zawodach drużynowych, gdzie razem z drużyną Kanady zostali mistrzami olimpijskimi. W tańcu krótkim zajęli drugie miejsce za Rosjanami, zaś w programie dowolnym byli najlepsi. Był to ich największy sukces w karierze i drugi medal olimpijski. W konkurencji par sportowych zdobyli 76,82 pkt za program krótki i 153,33 pkt za program dowolny, co pozwoliło im wywalczyć brązowy medal olimpijski, przegrywając jedynie z duetami Sawczenko/Massot i Wenjing/Cong. Duhamel i Radford zdecydowali się nie brać udziału w mistrzostwach świata w 2018, przez co występ na igrzyskach był ich ostatnim w karierze. Obydwoje ogłosili zakończenie kariery od razu po igrzyskach, zaś oficjalne potwierdzenie wystosowano 25 kwietnia. Jej partner, Eric Radford pomimo zapowiedzi zakończenia kariery wrócił do rywalizacji z inną partnerką, Vanessą James, bez informowania o swojej decyzji Duhamel, z którą miał słowną umowę na wspólne występy w rewiach zaraz po jej przerwie na urodzenie dziecka.
W listopadzie 2020 wzięła udział w kanadyjskim programie telewizyjnym Battle of the Blades, w którym w tańcach na lodzie konkurują pary złożone z łyżwiarek figurowych i hokeistów. W parze z Wojtkiem Wolskim zwyciężyła w szóstym sezonie programu.

### Życie prywatne
Duhamel ma pochodzenie fińskie ze strony matki. W grudniu 2008 została weganką. W lipcu 2014 roku zaręczyła się ze swoim trenerem Bruno Marcotte. Para pobrała się 5 czerwca 2015 roku na Bermudach. Duhamel studiowała żywienie człowieka ze specjalistycznym certyfikatem w zakresie żywienia sportowego i żywienia wegetariańskiego oraz planowała zajęcie się programem odnowy biologicznej dla łyżwiarzy figurowych. 25 października 2019 roku urodziła córkę Zoey, zaś 14 lipca 2022 roku drugą córkę Miyę Charlie.

## Osiągnięcia

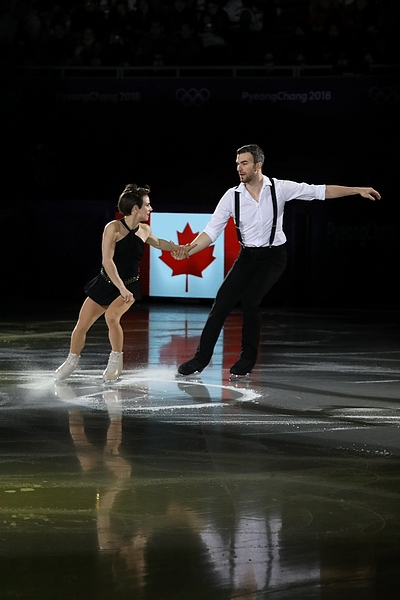
Występ na gali mistrzów IO w 2018

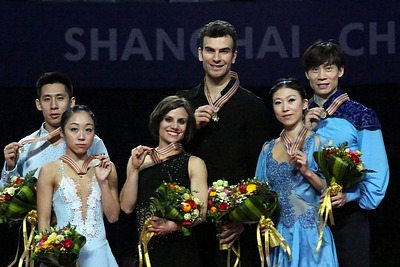
Podium mistrzostw świata 2015

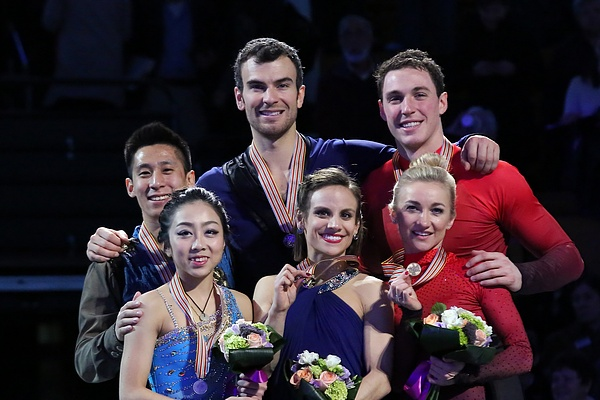
Podium mistrzostw świata 2016

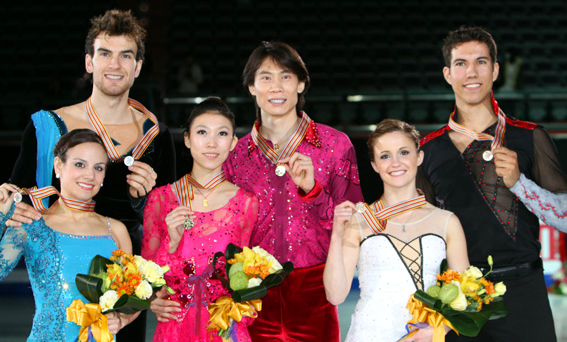
Podium na mistrzostwach czterech kontynentów 2011

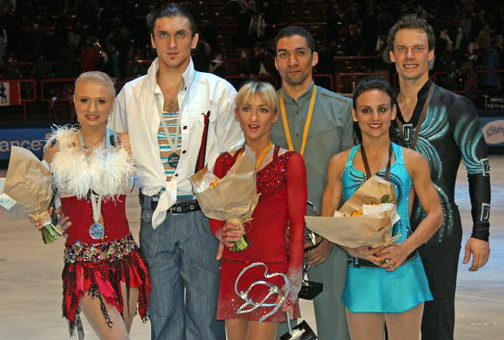
Podium Trophée Eric Bompard 2008

### Pary sportowe

#### Z Erikiem Radfordem
| Zawody                           | 10–11          | 11–12          | 12–13          | 13–14          | 14–15          | 15–16          | 16–17          | 17–18          |                |                |                |                |                |                |                |                |                |
| Międzynarodowe                   | Międzynarodowe | Międzynarodowe | Międzynarodowe | Międzynarodowe | Międzynarodowe | Międzynarodowe | Międzynarodowe | Międzynarodowe | Międzynarodowe | Międzynarodowe | Międzynarodowe | Międzynarodowe | Międzynarodowe | Międzynarodowe | Międzynarodowe | Międzynarodowe | Międzynarodowe |
| -------------------------------- | -------------- | -------------- | -------------- | -------------- | -------------- | -------------- | -------------- | -------------- | -------------- | -------------- | -------------- | -------------- | -------------- | -------------- | -------------- | -------------- | -------------- |
| Igrzyska olimpijskie             |                |                |                | 7              |                |                |                | 3              |                |                |                |                |                |                |                |                |                |
| Mistrzostwa świata               | 7              | 5              | 3              | 3              | 1              | 1              | 7              | WD             |                |                |                |                |                |                |                |                |                |
| Mistrzostwa czterech kontynentów | 2              | 4              | 1              |                | 1              | WD             | 2              |                |                |                |                |                |                |                |                |                |                |
| GP Finał Grand Prix              |                | 5              | 4              | 5              | 1              | 2              | 3              | 3              |                |                |                |                |                |                |                |                |                |
| GP NHK Trophy                    |                |                |                |                | 1              | 1              | 1              |                |                |                |                |                |                |                |                |                |                |
| GP Skate America                 |                |                |                |                |                |                |                | 3              |                |                |                |                |                |                |                |                |                |
| GP Skate Canada International    | 5              | 3              | 2              | 3              | 1              | 1              | 1              | 1              |                |                |                |                |                |                |                |                |                |
| GP Trophée Eric Bompard          |                | 3              | 2              | 2              |                |                |                |                |                |                |                |                |                |                |                |                |                |
| CS Autumn Classic International  |                |                |                |                | 1              |                |                | 2              |                |                |                |                |                |                |                |                |                |
| CS Finlandia Trophy              |                |                |                |                |                |                | 1              |                |                |                |                |                |                |                |                |                |                |
| Autumn Classic International     |                |                |                |                |                | 1              |                |                |                |                |                |                |                |                |                |                |                |
| Nebelhorn Trophy                 | 3              |                |                |                |                |                |                |                |                |                |                |                |                |                |                |                |                |
| Krajowe                          |                |                |                |                |                |                |                |                |                |                |                |                |                |                |                |                |                |
| Mistrzostwa Kanady               | 2              | 1              | 1              | 1              | 1              | 1              | 1              | 1              |                |                |                |                |                |                |                |                |                |
| Zawody drużynowe                 |                |                |                |                |                |                |                |                |                |                |                |                |                |                |                |                |                |
| Igrzyska olimpijskie             |                |                |                | 2              |                |                |                | 1              |                |                |                |                |                |                |                |                |                |
| World Team Trophy                |                | 3 T 2 P        | 2 T 2 P        |                |                |                |                |                |                |                |                |                |                |                |                |                |                |
| Team Challenge Cup               |                |                |                |                |                | 1 T 1 P        |                |                |                |                |                |                |                |                |                |                |                |

#### Z Craigem Buntinem
| Zawody                           | 07–08          | 08–09          | 09–10          |                |                |                |                |                |                |                |                |                |                |                |                |                |                |
| Międzynarodowe                   | Międzynarodowe | Międzynarodowe | Międzynarodowe | Międzynarodowe | Międzynarodowe | Międzynarodowe | Międzynarodowe | Międzynarodowe | Międzynarodowe | Międzynarodowe | Międzynarodowe | Międzynarodowe | Międzynarodowe | Międzynarodowe | Międzynarodowe | Międzynarodowe | Międzynarodowe |
| -------------------------------- | -------------- | -------------- | -------------- | -------------- | -------------- | -------------- | -------------- | -------------- | -------------- | -------------- | -------------- | -------------- | -------------- | -------------- | -------------- | -------------- | -------------- |
| Mistrzostwa świata               | 6              | 8              |                |                |                |                |                |                |                |                |                |                |                |                |                |                |                |
| Mistrzostwa czterech kontynentów |                | 4              | 3              |                |                |                |                |                |                |                |                |                |                |                |                |                |                |
| GP Cup of China                  |                |                | 4              |                |                |                |                |                |                |                |                |                |                |                |                |                |                |
| GP Skate America                 |                | 4              | WD             |                |                |                |                |                |                |                |                |                |                |                |                |                |                |
| GP Skate Canada International    | 6              |                |                |                |                |                |                |                |                |                |                |                |                |                |                |                |                |
| GP Trophée Eric Bompard          |                | 3              |                |                |                |                |                |                |                |                |                |                |                |                |                |                |                |
| Nebelhorn Trophy                 | 2              |                |                |                |                |                |                |                |                |                |                |                |                |                |                |                |                |
| Krajowe                          |                |                |                |                |                |                |                |                |                |                |                |                |                |                |                |                |                |
| Mistrzostwa Kanady               | 3              | 2              | 3              |                |                |                |                |                |                |                |                |                |                |                |                |                |                |

#### Z Ryanem Arnoldem
| Zawody                                | 04–05          | 05–06          |                |                |                |                |                |                |                |                |                |                |                |                |                |                |                |
| Międzynarodowe                        | Międzynarodowe | Międzynarodowe | Międzynarodowe | Międzynarodowe | Międzynarodowe | Międzynarodowe | Międzynarodowe | Międzynarodowe | Międzynarodowe | Międzynarodowe | Międzynarodowe | Międzynarodowe | Międzynarodowe | Międzynarodowe | Międzynarodowe | Międzynarodowe | Międzynarodowe |
| ------------------------------------- | -------------- | -------------- | -------------- | -------------- | -------------- | -------------- | -------------- | -------------- | -------------- | -------------- | -------------- | -------------- | -------------- | -------------- | -------------- | -------------- | -------------- |
| Golden Spin Zagrzeb                   |                | 1              |                |                |                |                |                |                |                |                |                |                |                |                |                |                |                |
| Nebelhorn Trophy                      |                | 2              |                |                |                |                |                |                |                |                |                |                |                |                |                |                |                |
| Międzynarodowe: Kategorie młodzieżowe |                |                |                |                |                |                |                |                |                |                |                |                |                |                |                |                |                |
| Mistrzostwa świata juniorów           | 8              |                |                |                |                |                |                |                |                |                |                |                |                |                |                |                |                |
| JGP w Serbii                          | 5              |                |                |                |                |                |                |                |                |                |                |                |                |                |                |                |                |
| Krajowe                               |                |                |                |                |                |                |                |                |                |                |                |                |                |                |                |                |                |
| Mistrzostwa Kanady                    | 8              | 6              |                |                |                |                |                |                |                |                |                |                |                |                |                |                |                |

### Solistki
| Zawody                                | 00–01          | 01–02          | 02–03          | 03–04          | 04–05          | 05–06          | 06–07          |                |                |                |                |                |                |                |                |                |                |
| Międzynarodowe                        | Międzynarodowe | Międzynarodowe | Międzynarodowe | Międzynarodowe | Międzynarodowe | Międzynarodowe | Międzynarodowe | Międzynarodowe | Międzynarodowe | Międzynarodowe | Międzynarodowe | Międzynarodowe | Międzynarodowe | Międzynarodowe | Międzynarodowe | Międzynarodowe | Międzynarodowe |
| ------------------------------------- | -------------- | -------------- | -------------- | -------------- | -------------- | -------------- | -------------- | -------------- | -------------- | -------------- | -------------- | -------------- | -------------- | -------------- | -------------- | -------------- | -------------- |
| Mistrzostwa czterech kontynentów      |                |                |                |                |                | 5              |                |                |                |                |                |                |                |                |                |                |                |
| Golden Spin Zagrzeb                   |                |                |                |                |                | 2              |                |                |                |                |                |                |                |                |                |                |                |
| Międzynarodowe: Kategorie młodzieżowe |                |                |                |                |                |                |                |                |                |                |                |                |                |                |                |                |                |
| Mistrzostwa świata juniorów           |                |                | 13             |                |                |                |                |                |                |                |                |                |                |                |                |                |                |
| JGP Finał                             |                |                |                |                | 5              |                |                |                |                |                |                |                |                |                |                |                |                |
| JGP we Francji                        |                |                | 4              |                | 1              |                |                |                |                |                |                |                |                |                |                |                |                |
| JGP w Rumunii                         |                |                |                |                | 5              |                |                |                |                |                |                |                |                |                |                |                |                |
| JGP na Słowacji                       |                |                | 12             | 6              |                |                |                |                |                |                |                |                |                |                |                |                |                |
| JGP w Szwecji                         |                | 8              |                |                |                |                |                |                |                |                |                |                |                |                |                |                |                |
| Triglav Trophy                        |                | 5 J            |                |                |                |                |                |                |                |                |                |                |                |                |                |                |                |
| Krajowe                               |                |                |                |                |                |                |                |                |                |                |                |                |                |                |                |                |                |
| Mistrzostwa Kanady                    | 5 N            | 4 J            | 1 J            | 10             | 7              | 4              | 6              |                |                |                |                |                |                |                |                |                |                |